# Кортези-Орни-Онесте (Виченца)
Кортези-Орни-Онесте је насеље у Италији у округу Виченца, региону Венето.
Према процени из 2011. у насељу је живело 46 становника. Насеље се налази на надморској висини од 744 м.